# Scelotrichia kenyella
Scelotrichia kenyella är en nattsländeart som först beskrevs av Wolfram Mey 1992.  Scelotrichia kenyella ingår i släktet Scelotrichia och familjen smånattsländor. Inga underarter finns listade i Catalogue of Life.